# Magpet, Cotabato

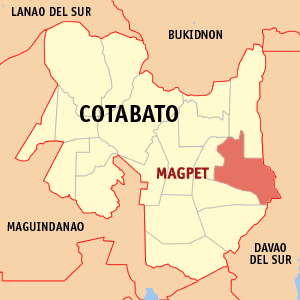
Bản đồ của Cotabato với vị trí của Magpet

Magpet là một đô thị hạng 1 ở tỉnh Cotabato, Philippines. Theo điều tra dân số năm 2000, đô thị này có dân số 38.973 người trong 7.465 hộ.

## Các đơn vị hành chính
Magpet được chia thành 32 barangay.
| - Alibayon - Bagumbayan - Bangkal - Bantac - Basak - Binay - Bongolanon - Datu Celo - Del Pilar - Doles - Gubatan | - Ilian - Inac - Kamada - Kauswagan - Kisandal - Magcaalam - Mahongcog - Manobo - Noa - Owas - Pangao-an | - Poblacion - Sallab - Tagbac - Temporan - Amabel - Balete - Don Panaca - Imamaling - Kinarum - Manobisa |